# ديف باركر (عازف لوحة المفاتيح)
ديف باركر (بالإنجليزية: Dave Parker)‏ هو عازف لوحة المفاتيح أمريكي، ولد في 15 يوليو 1978.

## وصلات خارجية
- الموقع الرسمي